# Contarinia cuniculator
Contarinia cuniculator är en tvåvingeart som beskrevs av Condrashoff 1961. Contarinia cuniculator ingår i släktet Contarinia och familjen gallmyggor. Inga underarter finns listade i Catalogue of Life.